# Hombre Rana
Hombre Rana (Eugene Patilio) (inglés Frog-Man) es un aspirante a superhéroe de comedia ficticio que aparece en los cómics estadounidenses publicados por Marvel Comics. Creado por el escritor J. M. DeMatteis y el artista Kerry Gammill, el disfraz del personaje en realidad está tomado de un villano previamente existente llamado Leap-Frog creado en 1965 por el escritor Stan Lee y el artista Gene Colan. Hombre Rana se presentó por primera vez en la serie de cómics Marvel Team-Up (una serie centrada en emparejar a Spider-Man con un personaje diferente cada mes) en el número 121, publicado en junio de 1982 (con fecha de portada de septiembre). Los personajes Eugene Patilio y Leap-Frog no están relacionados con el villano original de Marvel llamado Hombre Rana.
Eugene Patilio es el hijo de Vincent Patilio, quien usa tecnología de su propio diseño para cometer crímenes como el villano disfrazado Leap-Frog. Después de ser frustrado repetidamente por héroes como Daredevil, Spider-Man y Iron Man, Vincent cumple una pena de prisión y retira la identidad de Leap-Frog, ahora avergonzado de sus acciones criminales. Para enorgullecer a su padre y aliviar la culpa del hombre, Eugene, de 15 años, decide usar el disfraz y la tecnología Leap-Frog para realizar buenas obras como "el fabuloso Hombre Rana". A lo largo de sus aventuras, Eugene a menudo se pone en peligro debido a su ignorancia de las técnicas de combate y falta de habilidad para operar el traje de rana. Inicialmente viendo a Spider-Man como un rival potencial, Eugene llega a admirar y emular al héroe. En un momento, Hombre Rana forma un equipo llamado Misfits junto con el mutante Sapo y el adolescente Spider-Kid, pero el trío se disuelve casi de inmediato. Más tarde, Eugene es un miembro registrado de la Iniciativa Vengadores y sirve en un equipo con sede en Kentucky llamado Action Pack, pero es capturado casi de inmediato y reemplazado por un impostor alienígena. Desde que regresó a la Tierra y terminó la universidad, Eugene ahora solo ocasionalmente se pone su traje de Hombre Rana para actuar como un héroe y pasa la mayor parte de su tiempo trabajando en Isaac's Oysters, un restaurante propiedad de Isaac Christianson (el héroe llamado Gárgola).
El personaje hizo su debut de acción en vivo en la serie de televisión de Marvel Cinematic Universe She-Hulk: Attorney at Law (2022), interpretado por Brandon Stanley.

## Historial de publicaciones
En Daredevil # 25 (1965), el escritor Stan Lee y el artista Gene Colan crearon e introdujeron a un criminal llamado Vincent Patilio que crea "bobinas saltadoras" eléctricas y se convierte en el villano disfrazado Leap-Frog. El villano apareció en un puñado de historias y luego hizo su última aparición como criminal activo en Iron Man #126-127, publicado en 1979. Tres años más tarde, el escritor J.M. DeMatteis decidió revivir la idea de Leap-Frog pero como un personaje más personaje cómico y alegre, un aspirante a héroe en lugar de un villano llamado "Hombre Rana", este nuevo personaje se presentó como el hijo previamente desconocido de Eugene en Marvel Team-Up # 121 en junio de 1982 (con fecha de portada de septiembre). La serie Marvel Team-Up presentó a Spider-Man uniendo fuerzas con uno o más personajes de Marvel en cada número, y el número 121 emparejó al lanzador de telarañas con su viejo amigo y rival ocasional Johnny Storm, el miembro de Los 4 Fantásticos conocido como la Antorcha Humana. La primera historia de Hombre Rana fue ilustrada por el artista Kerry Gammill, quien diseñó la apariencia civil de Eugene. Más tarde, DeMatteis se refirió a Hombre Rana como uno de sus personajes "favoritos de todos los tiempos".
La primera aparición de Hombre Rana establece que Vincent Patilio es un viudo con un hijo adolescente, que cumplió una breve condena en prisión después de los eventos de Iron Man # 126-127 y fue puesto en libertad condicional, y que ahora lamenta sus acciones como Leap-Frog. La historia presenta al hijo adolescente de Vincent, Eugene, quien decide adoptar el disfraz de Leap-Frog y usarlo para derrotar al villano Speed Demon, una tarea que Spider-Man y Antorcha Humana ya están tratando de lograr. Después de ayudar a derrotar al Demonio de la Velocidad a pesar de su ineptitud, Eugene se declara a sí mismo "el fabuloso Hombre Rana".
La segunda historia de Hombre Rana apareció en Marvel Team-Up #131 (1983), también escrita por J.M. DeMatteis y con arte de Kerry Gammill y Mike Esposito. En la historia, Hombre Rana se une a Spider-Man contra un nuevo villano llamado Conejo Blanco, una mujer cuyo disfraz y crímenes se inspiran en Alicia en el país de las maravillas. Hombre Rana aparece nuevamente en The New Defenders # 131 (mayo de 1984), en una historia tramada por su creador J.M. DeMatteis, con guion de Peter B. Gillis y con arte de Alan Kupperberg y Christie Scheele. En la historia, Hombre Rana comenta que solo ha tenido dos aventuras y espera convertirse en un héroe más impresionante al unirse al grupo de superhéroes conocido como New Defenders. Hombre Rana luego se encuentra con los miembros del equipo Bestia, Ángel y Iceman. El mismo número presentó a un nuevo y cómico aspirante a villano conocido como Morsa, un hombre al que los "rayos micron" le dan una fuerza sobrehumana y luego se inspira en sus canciones favoritas The Beatles, declarando que ahora tiene la "fuerza proporcional de una morsa" (una broma de DeMatteis sobre cómo a menudo se describe a Spider-Man con "la fuerza, velocidad y agilidad proporcionales de una araña").
The Amazing Spider-Man #266 (julio de 1985) presentó una historia escrita por Peter David y con arte de Sal Buscema y Joe Rubinstein. En la historia, el escritor Peter David se refiere erróneamente a Eugene Patilio como Eugene Colorito. La historia también muestra a Hombre Rana conociendo al aspirante a héroe adolescente Spider-Kid y al mutante Sapo, un exmiembro de la Hermandad de los Mutantes Malvados. El problema termina cuando los tres deciden convertirse en un equipo de lucha contra el crimen llamado "Misfits" (debido a que Spider-Man usa esta palabra para describir al trío). No se publican historias posteriores que presenten a Misfits como equipo y las guías de información de Marvel luego aclaran que el trío se disolvió casi de inmediato. En 1993, la edición de abril de Marvel Age número 124 presentó un anuncio del Día de los Inocentes para un nuevo equipo de Misfits con una membresía de Hombre Rana, Chica Ardilla, Razorback y 3-D Man.
Hombre Rana aparece a continuación en Marvel Fanfare #31-32 (1987), en una historia de dos partes tramada por los creadores de Hombre Rana J.M. DeMatteis y Kerry Gammill, con guion de DeMatteis, con arte proporcionado por Gammill junto con el entintador Dennis Janke y el colorista Bob Sharen. La historia presenta a Hombre Rana conociendo al Capitán América. Hombre Rana luego ayuda al Capitán América y a los superhéroes que conoció anteriormente (Ángel, Iceman, Bestia, Antorcha Humana y Spider-Man) contra el villano Yellow Claw. El número también presenta a Spider-Man y Vincent Patilio desarrollando un respeto mutuo, lo que lleva a Spider-Man a comentar más tarde que el padre de Eugene le recuerda a su propio Tío Ben.
Hombre Rana no vuelve a aparecer hasta 1991 en The Spectacular Spider-Man # 184, aunque solo aparece en la última página como introducción a la historia posterior. The Spectacular Spider-Man #185 presenta una historia escrita por J.M. DeMatteis, con arte de Sal Buscema y Bob Sharen. La historia explica la ausencia de Eugene de los cómics desde 1987 como resultado de que el joven ahora asiste a la universidad y vive en un campus fuera de la ciudad de Nueva York. El problema también presenta a la tía Marie de Eugene, que vive con su padre y actúa como madre sustituta, y amplía aún más la infancia de Eugene y que su madre murió antes de que él fuera un adolescente. La historia presenta a los villanos Conejo Blanco (que ahora ve a Hombre Rana como su archienemigo) y Morsa, quienes unen fuerzas como "los Dos Terribles". Al final de la historia, Vincent presenta una nueva versión del traje de rana que ahora tiene un exoesqueleto que mejora la fuerza y controles de salto más precisos.
Hombre Rana no vuelve a aparecer hasta más de una década después, en 2002, en Spider-Man's Tangled Web #12. El cómic presenta una nueva versión del origen de Eugene que está fuera de continuidad y contradice los eventos vistos en su primera aparición. La historia también usa el apellido Colorito en lugar de Patilio tanto para Vincent como para Eugene, haciendo referencia al error de nombre de The Amazing Spider-Man #266.
Hombre Rana (con el apellido Patilio confirmado) se menciona brevemente en Civil War: Battle Damage Report #1 (2007) como uno de varios héroes que se registran en la Iniciativa Vengadores del gobierno de EE. UU., que asigna un equipo de Vengadores para cada estado. Poco después, en las páginas de Avengers: The Initiative # 7 (2007), un Hombre Rana es miembro del equipo de Kentucky de la Iniciativa, el Action Pack. Un año después, en Avengers: The Initiative # 19 (2008), se revela que poco después de unirse al Action Pack, Eugene fue capturado por los Skrulls alienígenas que cambiaban de forma y reemplazado por un infiltrado Skrull que asumió su identidad. Eugene luego hace un cameo en Avengers: The Initiative # 20 (2008), ahora de vuelta en la Tierra y asistiendo a un grupo de apoyo de personas cuyas identidades fueron robadas por infiltrados Skrull.
Se vuelve a ver a Eugene en Punisher War Journal (vol. 2) # 13 (2008), escrito por Matt Fraction y con arte de Cory Walker y Dave Stewart. En la historia, Hombre Rana es uno de varios héroes y villanos disfrazados de animales que es capturado y encarcelado por Kraven el Cazador. Hombre Rana aparece nuevamente en Spider-Island: The Avengers (2011), en una historia escrita por Chris Yost con arte de Mike McKone y Jeremy Cox. La historia confirma que Eugene se registró en la Iniciativa de los 50 estados y se unió al Action Pack antes de ser reemplazado por un Skrull.
Una década después, Hombre Rana aparece en varios números de Iron Man (vol. 6) en los números 5-18 (2021-2022), escritos por Christopher Cantwell. Se establece que después de su graduación universitaria, Eugene trabaja como ayudante de camarero en Isaac's Oysters, un restaurante en Greenwich Village, Nueva York, propiedad de Isaac Christians, el ex Defensor conocido como Gárgola. Iron Man (vol. 6) # 5 (2021) también establece que Hombre Rana conoce el lenguaje de señas estadounidense.

## Biografía ficticia
Eugene Patilio nace en Brooklyn, Nueva York, hijo del ingeniero ítalo-estadounidense Vincent Patilio y Rose Patilio. Rose contrae cáncer y finalmente muere antes de que Eugene sea un adolescente. La pérdida de Rose es dura para Vincent y su hijo. La hermana de Vincent, Marie, asume el papel de madre sustituta de Eugene y finalmente se muda a la casa para ayudar. Luchando contra la creciente deuda financiera y la depresión psicológica, Vincent Patilio se amarga. Intenta ganar dinero con tecnología experimental, pero su trabajo es rechazado. Enojado, usa su invento de "bobinas de salto" eléctricas para convertirse en el villano Leap-Frog, vistiendo un traje especialmente acolchado para protegerlo del impacto en la superficie. Leap-Frog sufre repetidas derrotas a manos de Daredevil, y ocasionalmente también es derrotado por héroes como Iron Man y Spider-Man. Finalmente encarcelado, Vincent decide retirarse definitivamente de su carrera de supervillano. Cumple una breve pena de prisión y sale en libertad condicional debido a su actitud cooperativa y al no haber causado muertes, lesiones graves o daños durante sus crímenes. Tras su liberación, se reúne con Marie y Eugene, que ahora tiene quince años.
Eugene ve que su padre permanece humillado y deprimido por su carrera como Leap-Frog y, en ocasiones, se siente emocionalmente desencadenado por los recordatorios de sus acciones criminales. Con la esperanza de contrarrestar esta confusión, Eugene decide usar el traje Leap-Frog para convertirse en un superhéroe para que su padre concluya que sus acciones e inventos también condujeron a algo bueno. Consciente de que los héroes Spider-Man y Antorcha Humana están intentando llevar al criminal Speed Demon ante la justicia, Eugene une sus esfuerzos e intenta derrotar al villano en la batalla. Al no comprender el sistema de control sutil del traje de rana, Eugene se pone en peligro a sí mismo, pero aún puede ayudar chocando contra Speed Demon. Luego revela su identidad a Spider-Man y Antorcha Humana y explica sus motivaciones. Aunque Spider-Man, Antorcha y Vincent aconsejan que Eugene nunca más intente un acto tan peligroso, el adolescente jura que enorgullecerá a su padre como el "Fabuloso Hombre Rana".
Meses después, Eugene vuelve a convertirse en Hombre Rana y, a pesar de varios errores, puede ayudar a Spider-Man contra un nuevo criminal que se hace llamar Conejo Blanco. Pensando que necesita más tutoría y experiencia, Eugene decide unirse a los Nuevos Defensores. Al enterarse de que el miembro de los Defensores, el Dr. Hank McCoy (Bestia), está dando una conferencia en una universidad local, Eugene asiste y se pone su traje de Hombre Rana y pide una audición para el equipo. Mientras tanto, el tonto Hubert Carpenter es reclutado por su tío científico loco para convertirse en un supervillano y derrotar a los Nuevos Defensores. Impulsado por los "rayos omicrones", Hubert adquiere una gran fuerza y resistencia a las lesiones. Inspirándose en su canción favorita de los Beatles, se hace llamar "la morsa" y ataca el mismo evento universitario justo cuando los héroes Bestia, Ángel y Iceman rechazan la solicitud de Hombre Rana de unirse a su equipo. La fuerza de Morsa es lo suficientemente grande como para aturdir temporalmente a Angel, Bestia y Iceman, pero luego sus poderes se desvanecen cuando los rayos omicron desaparecen. Hombre Rana luego derrota fácilmente al villano ante una multitud de espectadores. A pesar de su victoria, el padre de Eugene, Vincent, llega y declara que Hombre Rana no se unirá a los Nuevos Defensores, pero antes de arrastrarlo a casa por su máscara.
Ya no deseando ser un villano y creyendo que no tiene un propósito en la vida, el ex terrorista mutante llamado Sapo intenta suicidarse, pero es salvado de una caída letal por Spider-Man. Deseando ser el compañero de lucha contra el crimen de Spider-Man, Sapo decide impresionar al héroe. Recluta criminales para atacar al lanzador de telarañas para que luego pueda entrar en acción y ayudar a derrotarlos. Resentido porque Spider-Man podría asociarse con Sapo y creyendo que no se puede confiar en el ex criminal, Eugene llega a la escena y acusa a Sapo de imitarlo. A ellos se une Spider-Kid, un ingeniero adolescente que emula a Spider-Man y había escuchado los planes de Sapo. Juntos, Sapo, Hombre Rana, Spider-Kid y Spider-Man derrotan a los criminales reunidos que Sapo había reclutado inicialmente (un acto que luego se arrepintió de haber hecho). Spider-Man les dice a los tres que lo dejen en paz, refiriéndose a ellos como "inadaptados". El trío decide que, en cambio, serán un equipo de superhéroes llamado Misfits. Sin embargo, sus choques de personalidad y falta de liderazgo hacen que se disuelvan casi de inmediato.
Meses después, Eugene comienza a patrullar en secreto en la ciudad de Nueva York como Hombre Rana. Conoce brevemente al Capitán América, quien comenta que Spider-Man le ha contado todo sobre Eugene. A pesar de la solicitud de Hombre Rana de convertirse en el nuevo socio del Capitán América, se le dice al adolescente que se vaya a casa y detenga sus actos heroicos imprudentes. En lugar de regresar a casa, Hombre Rana se topa con un gran caso que involucra al villano conocido como Yellow Claw. Mientras tanto, su padre Vincent contacta a Spider-Man y le pide ayuda, convencido de que su hijo está nuevamente en peligro. Spider-Man y Vincent rápidamente ganan respeto el uno por el otro, y el héroe lanzatelarañas se da cuenta de que el padre de Eugene le recuerda a su difunto tío Ben Parker. Después de ser capturado por Yellow Claw, Hombre Rana es dejado suelto en un parque donde luego es perseguido por los últimos experimentos biológicos de Claw: ranas mutantes gigantes. Sin embargo, Hombre Rana puede ganarse la confianza y el afecto de las ranas gigantes y las lleva a la batalla contra las fuerzas de Yellow Claw, junto con el Capitán América, Spider-Man, Ángel, Bestia, Iceman y Antorcha Humana.
Después de esta aventura, Eugene comienza a asistir a la universidad fuera de la ciudad de Nueva York y deja atrás su traje de rana en casa. Durante unas vacaciones en casa, vuelve a patrullar como Hombre Rana y se encuentra con Spider-Man. Por invitación de Eugene, Spider-Man llega a la casa de Patilio, conoce a la tía Marie y se une a toda la familia para cenar. Spider-Man llega a conocer mucho mejor a la familia y la educación de Eugene, pero la velada se interrumpe cuando llega la noticia de que el Conejo Blanco y la Morsa han regresado y están causando el caos. Llamándose a sí mismos los Dos Terribles, el dúo de villanos exige que llegue el Hombre Rana para poder vengarse (aunque en realidad, la Morsa solo quiere dinero y no se preocupa por el Hombre Rana ni comparte la creencia del Conejo Blanco de que el joven es su archienemigo). Spider-Man llega a la escena, acompañado no solo por Hombre Rana, sino también por el propio Vincent Patilio, que ahora viste un nuevo traje Leap-Frog mejorado con un exoesqueleto. Juntos, los tres frustran a los Dos Terribles y Vincent y Eugene están de acuerdo en que Spider-Man es su superhéroe favorito. Eugene luego, una vez más, deja el traje de rana en casa cuando regresa a la universidad para concentrarse en sus estudios.
Años más tarde, la Ley de Registro de Superhumanos requiere que todos los superhumanos y aquellos que se identifiquen como superhéroes registren sus identidades con el gobierno federal de los EE. UU. y acepten actuar como diputados legales con la supervisión y responsabilidad del gobierno. Esto lleva a la Iniciativa de los 50 estados de los Vengadores, un programa que garantiza que todos los estados de los EE. UU. estén protegidos por al menos un equipo de superhéroes. Eugene acepta registrarse y, como Hombre Rana, es asignado al equipo de Kentucky de la Iniciativa conocido como Action Pack. Eugene solo está con el equipo poco tiempo antes de ser secuestrado por los Skrulls alienígenas que cambian de forma. Mientras Eugene está encarcelado, un Skrull infiltrado toma su lugar y se prepara para ayudar en una invasión a gran escala. Más tarde se descubre la "Invasión secreta" y los infiltrados son derrotados. Después de regresar a la Tierra, Eugene participa brevemente en un grupo de apoyo emocional formado por miembros de la Iniciativa cuyas identidades fueron robadas por los Skrulls.
Durante la historia de "Fear Itself", Hombre Rana aparece en una reunión organizada por Prodigio sobre martillos mágicos que se han estrellado contra la Tierra. Es parte del equipo de Gravedad y ayuda a luchar contra Calavera. Más tarde se lo ve con el equipo durante un terremoto masivo causado por una batalla entre Gravedad y Hardball y los ayuda en su lucha contra Chica Thor, que había recuperado sus poderes designados.
Durante la historia de "Spider-Island", Frog-Man es testigo de cómo terroristas con poderes de araña atacan las Naciones Unidas y decide que lo necesitan nuevamente. Al presentarse a sí mismo como un exmiembro de la Iniciativa Vengadores, se une a los actuales Vengadores Ms. Marvel, Hawkeye y Jessica Jones contra un Flag-Smasher con poder de araña. Aunque sus acciones le causan peligro a él mismo y sin darse cuenta llevan a Ms. Marvel a que le rompan la nariz, Hombre Rana logra salvar la vida de Hawkeye y luego derrota a Flag-Smasher vomitando sobre el villano (como resultado de las náuseas debido a que consumió demasiado chile antes de la batalla). Por esta victoria, Hombre Rana se gana el respeto a regañadientes de los tres héroes.
Durante la historia de "Hunted", Hombre Rana se encuentra entre los personajes con temas de animales capturados por Taskmaster y Black Ant para la "Gran Cacería" del villano Kraven el Cazador, un evento patrocinado por el asesino obsesionado con los parques temáticos Arcade. Gracias en parte a los esfuerzos de Punisher, Hombre Rana es liberado. Después de este encuentro con Kraven, Eugene luego un trabajo de ayudante de camarero en Isaac's Oysters, un restaurante de Greenwich dirigido por Isaac Christians (el héroe Gárgola, un exmiembro de los Defensores).
Más tarde, Iron Man decide que necesita un equipo de héroes para ayudar a derrotar a Korvac, pero se le informa que este movimiento sería más efectivo si los héroes son menos famosos y tienen habilidades y técnicas completamente desconocidas para el villano. Entre los reclutas de Iron Man se encuentran Hombre Rana y Gárgola. Ellos y otros héroes se unen a Iron Man en una aventura contra Korvac en el espacio exterior, lo que lleva a Hombre Rana y otros a referirse en broma al equipo como los "Amigos del espacio". Durante esta aventura, Hombre Rana muere en acción, pero es resucitado rápidamente por Iron Man y obtiene temporalmente un poder cósmico. Habiendo regresado a la Tierra, Eugene Patilio presumiblemente está trabajando nuevamente en Isaac's Oysters, listo para convertirse en Hombre Rana si cree que lo necesitan.

## Poderes y habilidades
Como Hombre Rana, Eugene ha usado dos disfraces que protegen su cuerpo y le dan mejoras físicas. El traje clásico original (usado por primera vez por su padre como el villano Leap-Frog) estaba especialmente acolchado para proteger al usuario del impacto de la superficie y los ataques de los combatientes que pueden tener un pequeño grado de fuerza sobrehumana. El traje de rana absorbe la mayor parte del impacto, lo que obliga al usuario a rebotar en lugar de sufrir lesiones graves. La otra característica principal del traje original eran las "bobinas de salto" eléctricas en las botas que permitían al usuario mejorar su agilidad hasta "una docena de veces" y le permitía saltar hasta 6 pisos en el aire. El acolchado y las bobinas de salto del traje también permitieron al usuario golpear con un poco más de fuerza de la que normalmente tendría y patear con una fuerza sobrehumana.
Para cuando Eugene asiste a la universidad, su padre crea una versión nueva y mejorada del traje de rana que ahora tiene incorporado un exoesqueleto de alta tecnología. Además de brindar protección adicional contra ataques sobrehumanos y armas convencionales, el segundo traje de rana aumenta la fuerza del usuario varias veces, lo que permite golpes sobrehumanos de bajo nivel junto con la mejora anterior de patadas sobrehumanas. El segundo traje también tiene un sistema de guía por computadora que permite una mayor coordinación de la capacidad de salto del usuario y una mayor agilidad.
Cada uno de los trajes de Eugene está controlado y potenciado por una unidad de "paquete de energía" unida a la espalda, que se asemeja a una mochila. Los controles en el paquete de energía le permiten a Hombre Rana mejorar o disminuir los niveles de potencia de su fuerza y agilidad, así como la potencia de sus saltos sobrehumanos. Sin embargo, Eugene no es experto en el funcionamiento de estos controles y tiende a otorgarse demasiado o muy poco poder en una pelea. Esto a menudo hace que se estrelle o salte sin control total sobre su dirección e impulso.
Eugene Patilio habla con fluidez el lenguaje de señas estadounidense. Aunque es un miembro orgulloso de la YMCA, Eugene solo ocasionalmente se involucra en ejercicio físico y es un combatiente por debajo del promedio sin su traje de Hombre Rana.
En el pasado, Hombre Rana ha afirmado que tiene la "fuerza, la velocidad y la agilidad proporcionadas de una rana", así como el "sentido de rana" que le advierte del peligro. Esto es una mentira. 

## Recepción

### Reconocimientos
- En 2020, CBR.com clasificó a Hombre Rana en el tercer lugar en su lista de "10 equipos de Spider-Man más extraños en Marvel Comics"[24] y en el décimo en su lista "Marvel Comics: 10 Silly Heroes Who Merece A Badass Remake".[25]
- En 2022, Screen Rant incluyó a Hombre Rana en su lista de los "15 superhéroes de Marvel Comics más extraños de todos los tiempos".[26]

## En otros medios

### Televisión
- Hombre Rana hace un cameo en el episodio de Fantastic Four: World's Greatest Heroes, "The Cure". Después de que Thing se "cura" de su condición, Hombre Rana hace una audición para convertirse en su reemplazo en Los 4 Fantásticos, solo para ser rechazado.[27]
- Eugene Patilio aparece en el episodio de la serie Marvel Cinematic Universe / Disney+ She-Hulk: Attorney at Law (2022), "Ribbit and Rip It",[28][29] interpretado por Brandon Stanley. Esta versión se conoce con el nombre en clave de Leap-Frog de su padre, Vincent Patilio. Su padre es un partidario clave de la empresa que actualmente emplea a Jen Walters, también conocida como She-Hulk, lo que obligó a Jen a demandar a Luke Jacobsen, el hombre que creó el traje de Eugene. Sin embargo, el caso se desestima cuando el abogado de Jacobsen, Matt Murdock, confirma que Eugene usó combustible para aviones en los cohetes propulsores de la demanda en contra de las reglas de diseño de Jacobsen, con el resultado de que Eugene pierde su caso porque violó las recomendaciones del diseñador.